# GSC3312-1495
GSC3312-1495 — хімічно пекулярна зоря спектрального класу A5, що має видиму зоряну величину в смузі V приблизно  9,1.